# Пиньчув (гмина)
Пиньчув (пол. Pińczów) — городско-сельская гмина (волость) в Польше, входит как административная единица в Пиньчувский повет, Свентокшиское воеводство. Население — 22 207 человек (на 2004 год).

## Демография
| Перепись                       | Всего   | Всего | Женщины | Женщины | Мужчины | Мужчины |
| ------------------------------ | ------- | ----- | ------- | ------- | ------- | ------- |
| Единицы                        | человек | %     | человек | %       | человек | %       |
| Население                      | 22 207  | 100   | 11 234  | 50,6    | 10 973  | 49,4    |
| Плотность населения (чел./км²) | 104,4   | 104,4 | 52,8    | 52,8    | 51,6    | 51,6    |

## Соседние гмины
1. Гмина Буско-Здруй
2. Гмина Хмельник
3. Гмина Чарноцин
4. Гмина Дзялошице
5. Гмина Имельно
6. Гмина Кийе
7. Гмина Михалув
8. Гмина Вислица
9. Гмина Злота

## Персоналии
- Негри, Франческо (1500—1563) — итальянский монах-бенедиктинец, протестантский реформатор, богослов, поэт, писатель.